# フェリックス・シャドウ
フェリックス・シャドウ（Felix Schadow、1819年6月21日 - 1861年6月25日）は、ドイツの画家。

## 略歴

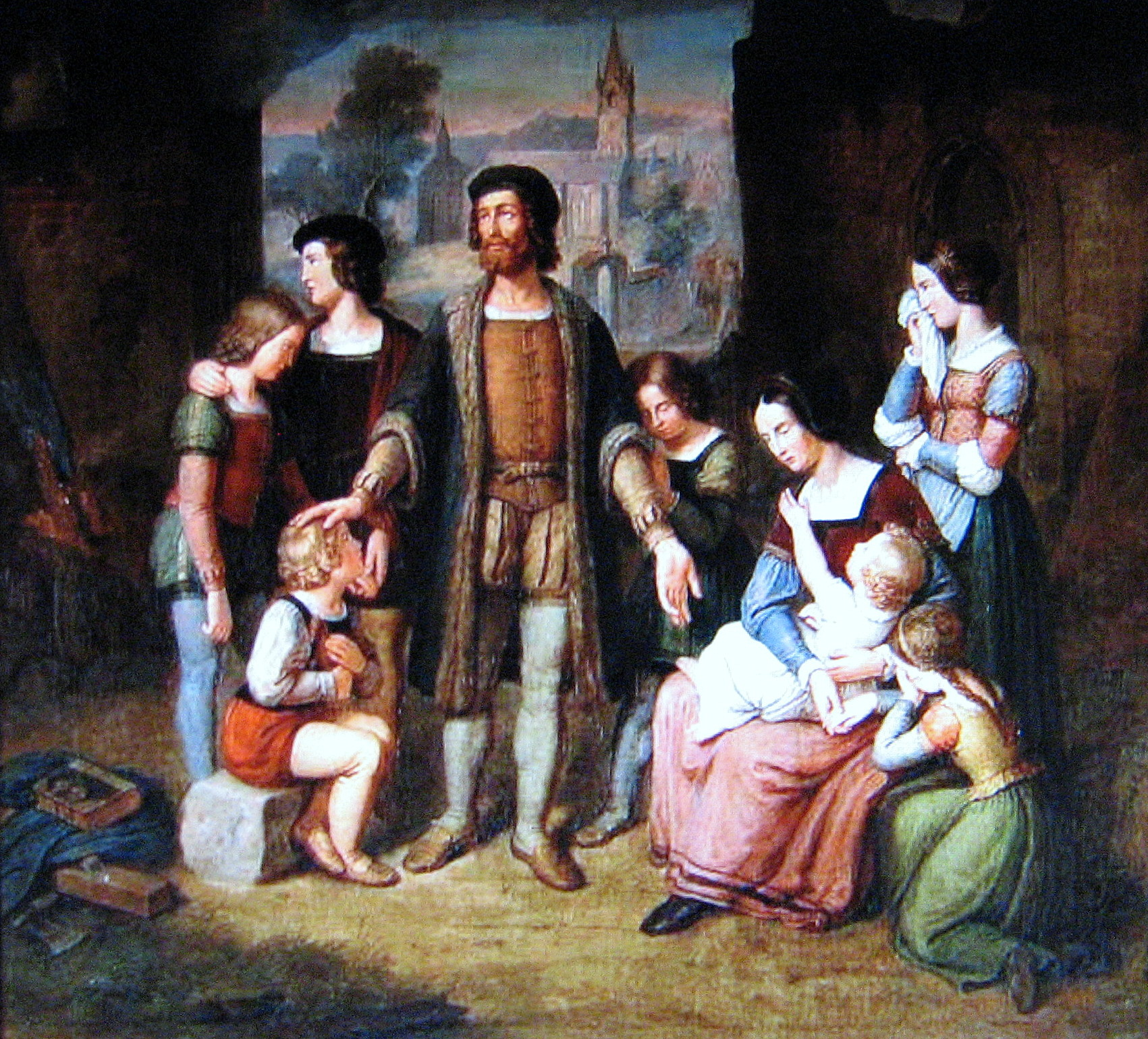
シャドウの作品「焼け跡で嘆く家族」

ベルリンで生まれた。父親のヨハン・ゴットフリート・シャドウ(Johann Gottfried Schadow)は彫刻家で、母方の祖父、フリードリヒ・フィリップ・ローゼンシュティール(de:Friedrich Philipp Rosenstiel)は貴族で、ベルリン王立磁器製陶所の所長となった人物である。異母兄に有名な画家のフリードリッヒ・ヴィルヘルム・シャドウ(1788-1862)と彫刻家のルドルフ・シャドウ(1786-1822)がいる。
父親に学んだ後、父親とライプツィヒを旅し、1838年から歴史画家のユリウス・ヒューブナー (de:Julius Hübner)に学んだ。1840年から1843年の間はドレスデンで学んだ。1852年に有名な彫刻家のクリスティアン・ダニエル・ラウフ(Christian Daniel Rauch)の孫娘と結婚した。